# عز الدين أورحو
عز الدين أورحو (من مواليد 12 أغسطس 1984) هو لاعب كرة قدم مغربي.
لعب أورحو لنادي نيم ونادي إستر في دوري الدرجة الأولى الفرنسية والثانية. وكان أيضا ضمن تشكلة المنتخب الأولمبي المغربي في الألعاب الأولمبية الصيفية 2004، حيث خرج المغرب من الدور الأول محتلات المرتبة الثالة ضمن المجموعة الرابعة خلف متصدر المجموعة منتخب العراق والوصيف كوستاريكا.

## روابط خارجية
- عز الدين أورحو على موقع قاعدة بيانات كرة القدم.إي يو (الإنجليزية)
- عز الدين أورحو على موقع اللجنة الأولمبية الدولية (الإنجليزية)
- عز الدين أورحو على موقع أوليمبيديا (الإنجليزية)